# تشبي جاكسون
تشبي جاكسون (بالإنجليزية: Chubby Jackson)‏ هو قائد فرقة ‏ أمريكي، ولد في 25 أكتوبر 1918 في نيويورك في الولايات المتحدة، وتوفي في 1 أكتوبر 2003 في رانشو برناردو ‏ في الولايات المتحدة.

## وصلات خارجية
- تشبي جاكسون على موقع IMDb (الإنجليزية)
- تشبي جاكسون على موقع ميوزك برينز (الإنجليزية)
- تشبي جاكسون على موقع أول ميوزيك (الإنجليزية)
- تشبي جاكسون على موقع ديسكوغز (الإنجليزية)